# میرا بیگوال
میرا بیگوال (به انگلیسی: Maira Begwal) یک روستا در پاکستان است که در اسلام‌آباد واقع شده‌است.